# Bogosavac
Bogosavac (cyr. Богосавац) – wieś w Serbii, w okręgu maczwańskim, w mieście Šabac. W 2011 roku liczyła 1117 mieszkańców.